# Metropolia algierska
Metropolia algierska - jedyna metropolii obrządku łacińskiego Kościoła katolickiego na terenie Algierii. Zajmuje ona powierzchnię 242 802 km² i obejmuje swoim zasięgiem północną część kraju położoną nad Morzem Śródziemnym. Mieszka w niej 21 409 000 ludzi, z czego do Kościoła katolickiego należy 2200 z nich, stanowiąc 0,01% całej populacji regionu.
Pierwotnie tereny te podlegały ustanowionej w 1485 diecezji kanaryjskiej, z której została wyodrębniona w 1838 diecezja algierska. 25 lipca 1866 decyzją papieża Piusa IX wydzielił z terytorium biskupstwa algierskiego dwie nowe jednostki: diecezję orańską i konstantynowską, zaś dotychczasową diecezje algierską podniósł do rangi archidiecezji i ustanowił metropolią.

## Podział administracyjny
1. Archidiecezja algierska
2. Diecezja orańska
3. Diecezja konstantynowska

## Metropolici
- 25 lipca 1866 - 16 listopada 1866: abp Louis-Antoine-Augustin Pavy
- 27 marca 1867 – 25 listopada 1892: kard. Charles-Martial Allemand-Lavigerie
- 26 listopada 1892 - 30 grudnia 1897: abp Prosper Auguste Dusserre
- 28 listopada 1898 - 15 grudnia 1907: abp Fédéric-Henri Oury
- 22 stycznia 1909 – 2 stycznia 1917: abp Barthélemy Clément Combes
- 2 stycznia 1917 – 5 sierpnia 1953: abp Auguste-Fernand Leynaud
- 3 lutego 1954 – 19 kwietnia 1988: kard. Léon-Étienne Duval
- 19 kwietnia 1988 – 24 maja 2008: abp Henri Teissier
- 24 maja 2008 – 23 maja 2015: abp Ghaleb Bader
- 24 grudnia 2016 - 27 grudnia 2021: abp Paul Desfarges SI
- od 27 grudnia 2021: kard. Jean-Paul Vesco OP